# Vèrç (Gard)
Vèrç (en francès Vers-Pont-du-Gard) és un municipi francès situat al departament del Gard i a la regió d'Occitània. Dins del seu terme es troba l'important aqüeducte romà anomenat Pont del Gard.